# Eunice interrupta
Eunice interrupta är en ringmaskart som beskrevs av Treadwell 1906. Eunice interrupta ingår i släktet Eunice och familjen Eunicidae. Inga underarter finns listade i Catalogue of Life.